# Учёные женщины (опера Сальери)
«Учёные женщины» (Le donne letterate) — опера в трёх действиях композитора Антонио Сальери. Либретто написал Джованни Гастон Боккерини, танцор, поэт и либреттист, брат композитора Луиджи Боккерини, который был вдохновлён комедией Мольера Les Femmes savantes. Премьера оперы состоялась в Бургтеатре в Вене 10 января 1770 года.